# Астаринский район
Астари́нский райо́н (азерб. Astara rayonu, тал. Ostoro rajon) — район на юго-востоке Азербайджана. Центр — город Астара.

## Этимология
Название района происходит от наименования районного центра, города Астара. Топоним Астара по одной из версий происходит от персидских слов «аст» (овраг, яма) и «ура» (место), то есть — место, где много оврагов. По второй версии, оно происходит от арабского слова «астарих’а» (отдых).
Также существует версия, что название города происходит из талышского языка с помощью слов «асп» — конь, «ро» — путь, что в переводе означает «конный путь».

## История
Астаринский район образован 8 августа 1930 года. 4 января 1963 года упразднен, территория района передана Ленкоранскому району. 6 января 1965 года восстановлен.

## География и природа
Район граничит на северо-западе с Лерикским, на северо-востоке с Ленкоранским районами, на юге и западе граничит с Ираном. На востоке омывается Каспийским морем, .
Рельеф района на западе — горный (Талышский и Пештасарский хребты), на востоке — низменный (Ленкоранская низменность). В гористых районах некоторые вершины достигают высоты 2000 метров. Полоса вдоль побережья Каспия состоит из антропогенных, в горах и предгорье — палеогенных отложений.
В районе расположен ряд минеральных источников (Аг-керпю, Алаша, Сипияпарт, Исти-су, Сым, Би, Торады, Шейх Насрулла и прочие). На территории района распространены глеево-подзолистые, бурые горно-лесные, горно-луговые дерновые почвы. На побережье Каспия есть песчаные территории. 37,4 гектаров территории района покрыты лесами. Из растений распространены реликтовые каштанолистный дуб, Парротия персидская, Альбиция ленкоранская, Дзельква, граб, фундук, грецкий орех, липа и другие. Ландшафты низменные, лугово-лесные и горно-лесные.
Из животных обитают леопарды, рыси, медведи, лесные коты, дикобразы, каменные куницы, барсуки, лисы, шакалы, волки, кабаны. Из птиц — фазаны, цапли, гуси, утки, голуби, куропатки, рябчики. На территории района расположен Гирканский национальный парк.
Климат умеренный жаркий, лето засушливое. На равнине и в предгорье климат влажный субтропический. Средняя температура января колеблется от −1,5 до 4°С, июля — 15 — 25°С. Среднегодовой уровень осадков — 1200—1750 мм. В гористой местности располагаются многочисленные горные реки. Из крупных рек через территорию района протекают Тангеруд. Астарачай (вдоль границы с Ираном).
На март 2025 года наблюдается снижение уровня воды в Каспийском море. В 150 метрах от берега начали появляться островки суши.

## Население
| Численность населения | Численность населения | Численность населения | Численность населения | Численность населения | Численность населения | Численность населения | Численность населения | Численность населения | Численность населения | Численность населения | Численность населения |
| 1939                  | 1959                  | 1970                  | 1976                  | 1979                  | 1989                  | 1991                  | 1999                  | 2009                  | 2013                  | 2014                  | 2018                  |
| --------------------- | --------------------- | --------------------- | --------------------- | --------------------- | --------------------- | --------------------- | --------------------- | --------------------- | --------------------- | --------------------- | --------------------- |
| 28 963                | ↗30 666               | ↗47 103               | ↗55 600               | ↗59 653               | ↗69 315               | ↗70 900               | ↗84 319               | ↗96 230               | ↗101 200              | ↗102 600              | ↗108 367              |

В 1976 году плотность населения составляла 90,3 человек на км². В 2009 году эта цифра составила 155 человек на км².
На 2009 год 78 % населения проживает в сёлах. Общая численность населения района составляет около 82 000 человек, из которых 98 % составляют талыши.

## Административное устройство
Астаринский район включает город Астара и 93 деревни. В Астаринском районе имеется 15 представительств исполнительной власти и 50 муниципалитетов.
1. По городскому исполнительному представительству:
  1. Астаринский (Астара) муниципалитет.
2. По поселку Кижаба:
  1. Киджабинский (Кижаба) поселочный муниципалитет
  2. Бурзубандский (Бурзубанд) муниципалитет
  3. Овалинский (Овала) муниципалитет
  4. Ожакаранский (Ожакеран) муниципалитет
  5. Тулагуванский (Тулагуван) муниципалитет
  6. Шаматюкский (Шаматюк) муниципалитет
3. По Арчеванскому исполнительному представительству:
  1. Арчиванский (Арчиван) муниципалитет
4. По Шувинскому исполнительному представительству:
  1. Шувинский (Шуви) муниципалитет
  2. Саракский (Сарак) муниципалитет
  3. Сийатюкский (Сийатюк) муниципалитет
  4. Дегадинский (Дегади) муниципалитет
5. По Санджарадинскому исполнительному представительству:
  1. Санджарадинский (Санджаради) муниципалитет
  2. Артупинский (Артупа) муниципалитет
  3. Алашинский (Алаша) муниципалитет
  4. Зунгюлашский (Зунгуляш) муниципалитет
6. По Супарибагскому исполнительному представительству:
  1. Рудакенарский (Рудакенар) муниципалитет
  2. Супарибагский (Супарибаг) муниципалитет
  3. Селакеранский (Селакеран) муниципалитет
  4. Мачитмахаллинский (Мачитмахалла) муниципалитет
  5. Гапачымахаллинский (Гапычимахалла) муниципалитет
7. По Тангарудскому исполнительному представительству:
  1. Тангарудский (Тангерюд) муниципалитет
  2. Машханский (Машхан) муниципалитет
8. По Пенсарскому исполнительному представительству:
9. Пенсарский (Пенсар) муниципалитет
  1. Тельманский (Тельман) муниципалитет
10. По Какалосскому исполнительному представительству:
  1. Какалосский (Какалос) муниципалитет
  2. Гада-Шахагаджский (Гада Шахагадж) муниципалитет
  3. Колатанский (Колатан) муниципалитет
11. По Шиякеранскому исполнительному представительству:
  1. Шиякеранский (Шиякеран) муниципалитет
12. По Шахагаджскому исполнительному представительству:
  1. Шахагаджский (Шахагадж) муниципалитет
13. По Сиякухскому исполнительному представительству:
  1. Сиякухский (Сийакух) муниципалитет
  2. Вагойский (Ваго) муниципалитет
  3. Ринайский (Рина) муниципалитет
  4. Микийский (Мики) муниципалитет
  5. Марзасинский (Марзаса) муниципалитет
  6. Сыгалонинский (Сыгалон) муниципалитет
  7. Шаглазузинский (Шаглазуза) муниципалитет
14. По Хамушамскому исполнительному представительству:
  1. Хамошамский (Хамошам) муниципалитет
  2. Торадинский (Торади) муниципалитет
15. По Асханакеранскому исполнительному представительству:
  1. Асханакеранский (Асханакеран) муниципалитет
  2. Мотлаятагский (Мотлаятаг) муниципалитет
16. По Паликешскому исполнительному представительству:
  1. Паликешский (Паликаш) муниципалитет
  2. Сымский (Сым) муниципалитет
  3. Шумрудский (Шумруд) муниципалитет
  4. Ломинский (Ломин) муниципалитет
  5. Сипияпардский (Сипияпард) муниципалитет
  6. Дуриянский (Дуруян) муниципалитет
  7. Шавгойский (Шавго) муниципалитет
  8. Тюлийский (Тюли) муниципалитет.
17. По Телманскому исполнительному представительству:
  1. Тельманский (Тельман) муниципалитет.

## Экономика
В период СССР в районе было развито преимущественно сельское хозяйство. Были увеличены обороты чаеводства, выращивания цитрусовых и овощеводства. Также население занималось коконоводством. В 1975 году в районе работали 15 совхозов.
На 1975 год в районе количество пригодных земель составляло 13,3 тысячи гектаров. Из них: 5,6 тысяч гектаров пахотных земель, 2,8 тысячи гектаров земель, выделенных под многолетние растения, 800 гектаров рекреационных земель, 1 тысяча гектаров, выделенных под сенокос, 3,1 тысячи гектаров пастбищ.
Из 5,6 тысяч гектаров 14 % выделено под зерновые и зернобобовые культуры, 62 % под овощи и картофель, 24 % под кормовые культуры. На 2 тысячах гектаров выращивался чай, на 600 гектарах — субтропические растения. В совхозах и колхозах содержались 8 тысяч голов крупного рогатого скота. В 1975 году хозяйствами района произведено 78,5 тысяч тонн овощей, 2,9 тысячи тонн свежего чайного листа. В районе находились рыбоконсервный и кирпично-керамитный заводы, две чайные фабрики, районный отдел треста «Азсельхозтехника». Имелось лесное хозяйство.
Район принадлежит к Ленкоранском-Астаринскому экономическому району. Астаринский район является преимущественно сельскохозяйственным. Развивается овощеводство, цитрусоводство, чаеводство, скотоводство, рисоводство, бахчеводство. Действует 70 фермерских хозяйств, в которых выращиваются чай, мандарины, лимоны, апельсины, фейхоа, помидоры, капуста, огурцы, баклажаны, рис, картофель.
На 2017 год в хозяйствах содержится 40 866 голов крупного, 24 164 головы мелкого рогатого скота, 193 463 единиц птиц.
Количество плодородных земель составляет 17,6 тысяч гектаров. Из них 2,2 тысячи гектаров выделены под пастбища, 6,7 тысяч гектаров засеяно (1 тысяча гектаров засеяна зерном, 2,7 тысячи гектаров засеяно овощами), 625 гектаров выделено под выращивание чая, 1,5 тысяча гектаров — под фруктовые сады (в том числе цитрусовые).
В 2017 году в районе произведено 4 023 тонны зерна, 1 802 тонны риса, 1 002 тонны бобовых, 9 956 тонн картофеля, 31 834 тонны овощей, 41 429 тонн фруктов и ягод, 22 тонны винограда, 476 тонн чая.
Действуют международные грузовой и нефтяной терминалы, электростанция модульного типа, международная газовая компрессорная станция, два консервных, рыбоконсервный, кирпичный, щебневый и асфальтный заводы, 3 чайные фабрики, 12 рисовых и 4 мукомольных мельницы. Добывается глина.

## Инфраструктура
Через район проходят автодорога Алят-Астара-Иран, железная дорога Баку-Астара, газопровод Аджикабул — Астара — Абадан. Осуществляется строительство железной дороги Астара — Решт — Казвин.
Действуют 18 АТС и 20 почтовых отделений.

## Культура
С июля 1932 года издается общественно-политическая газета «Астара» (в 1932—1939 годах — «Осторо колхозчи», в 1939—1965 годах — «Колхоз трибунасы», в 1965—1991 годах — «Совет Астарасы»), журнал «Алов» Союза писателей Азербайджана. В 1930 году на территории района начато вещание радио.

## Образование
Действует 17 дошкольных учреждений, 63 среднеобразовательных школы, в которых училось на 2009 год 17 764 учеников, средняя специальная школа, музыкальная школа, 55 клубов, музей, картинная галерея и 80 библиотек.

## Здравоохранение
Действуют 15 больниц на 715 коек, 2 врачебных амбулатории, центр эпидемиологии и гигиены, 48 фельдшеро-акушерских пунктов. На 2009 год в медучреждениях района работало 115 врачей, 24 стоматолога, 480 средних медицинских работников, включая 72 акушера.

## Достопримечательности
Близ села Сияку расположены останки города Кырхтурбэ (X—XII век), мечеть в селе Ваго (1905), мечеть Гаджи Теймура и баня Мешеди Абуталыба в селе Пенсар (оба XIX век), мавзолей (XII век), мечеть (XIX век) и баня (1910) в селе Шахагадж, останки населенного пункта (XIV—XVII века), мавзолей Ахмеда ибн Керима (1472) и мечеть (1905) в селе Машхан, мост Пияджанапар в селе Паликеш (XIII век), мавзолей и остатки минарета (оба XIII век), мечеть (XIX век) и баня Кербелаи Гамид Абдулла (1806) в пгт Арчиван, мавзолей (XII век) и мечеть (XIX век) в городе Астара. Близ села Хамошам находится Крепость Калакафо.
В клубе села Торади хранится более 200 археологических артефактов, найденных при раскопках в Астаринском районе, в том числе глиняный тутек, фигурки овнов разных эпох, глиняные водопроводные трубы, керамические сосуды.